# Ochthera rossii
Ochthera rossii är en tvåvingeart som beskrevs av Raffone 2002. Ochthera rossii ingår i släktet Ochthera och familjen vattenflugor. Inga underarter finns listade i Catalogue of Life.